# Apeadero de São Martinho do Campo
Nota: No confundir con la Estación de São Martinho do Porto, en la Línea del Oeste.
El Apeadero de São Martinho do Campo, originalmente denominado São Martinho, es una plataforma ferroviaria de la Línea del Duero, que sirve a la localidad de São Martinho do Campo, en el ayuntamiento de Santo Tirso, en Portugal.

## Historia
Este apeadero se encuentra en el tramo entre las Estaciones de Ermesinde y Penafiel de la Línea del Duero, que abrió a la explotación el 30 de julio de 1875.